# Henri Baudrillart
Pour les articles homonymes, voir Baudrillart.
Henri Joseph Léon Baudrillart, né à Clichy le 28 novembre 1821 et mort à Paris le 24 janvier 1892, est un économiste et journaliste français du courant républicain libéral.

## Biographie

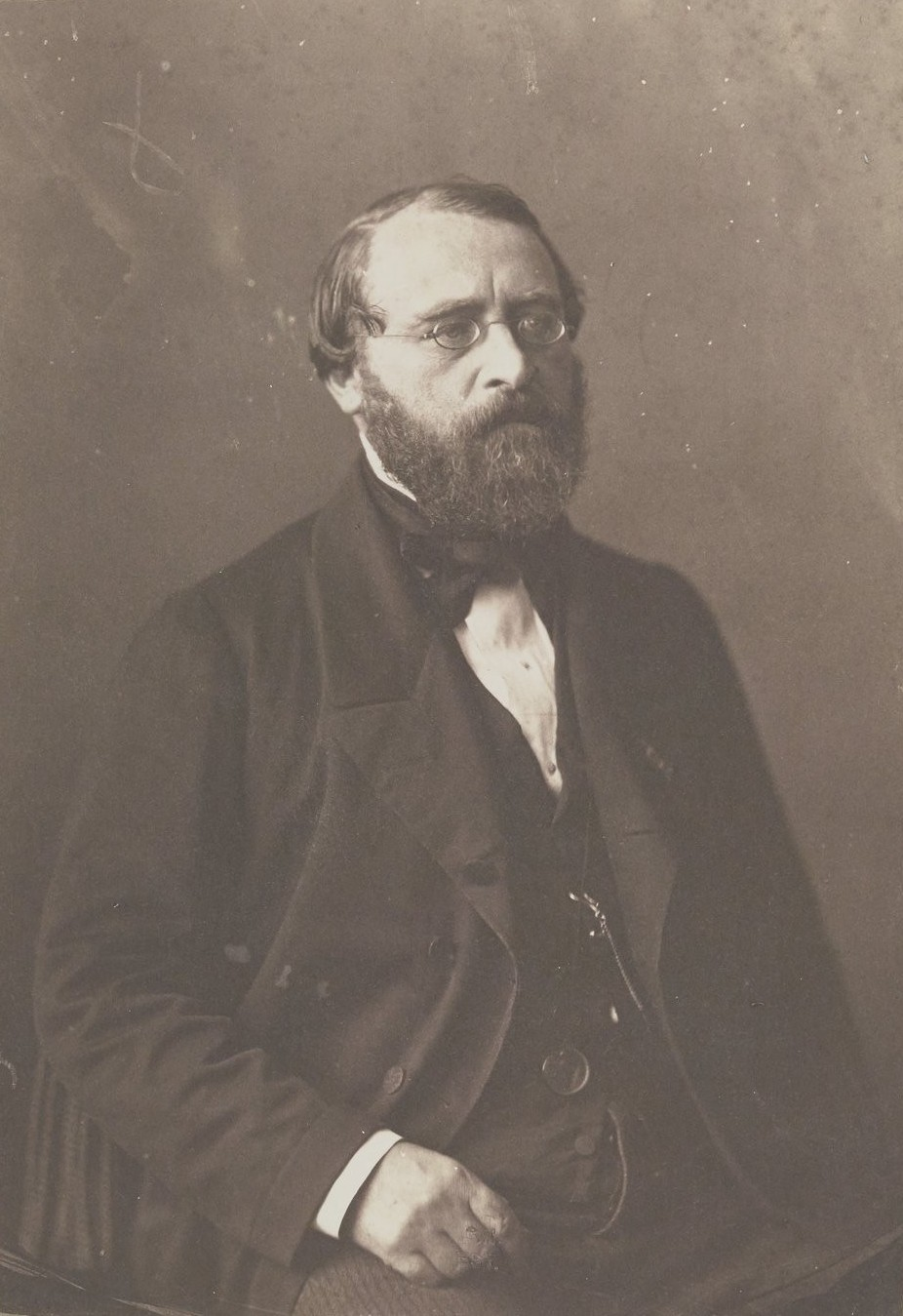
H. Baudrillart par Nadar.

### Jeunesse et études
Il est le fils de Jacques-Joseph Baudrillart, chef de division de l'administration des forêts.
Il fait ses études au collège Bourbon, où il reçoit en 1844 le premier prix de philosophie pour son Discours sur Voltaire.

### Parcours professionnel
En 1847, il est l'un des fondateurs avec Jules Barni et Jules Simon de la Société démocratique des libres penseurs.
À partir de 1852, il enseigne l'économie politique au Collège de France où il est le suppléant de Michel Chevalier. Son ouvrage Jean Bodin et son temps est couronné par le prix Montyon de l'Académie française en 1853. Il dirige en 1860 une traduction française des Recherches sur la nature et les causes de la richesse des nations d'Adam Smith. Il remarque dans la préface que cet ouvrage, loin d'être en rupture avec la Théorie des sentiments moraux, en est en fait une continuation, en ce que Smith perpétue sa pensée de l'harmonie des hommes, bien qu'elle soit cette fois-ci due à la coopération économique.
Il est rédacteur en chef du Journal des économistes de 1855 à 1864, puis du Constitutionnel de 1868 à 1869. Il collabore également au Journal des débats et à la Revue des deux Mondes.
Il est élu membre de l'Académie des sciences morales et politiques en 1863. En 1866, il devient titulaire de la chaire d'histoire économique au Collège de France. Il est également inspecteur général des bibliothèques à partir de 1869 et il contribue par plusieurs articles au Dictionnaire général de la politique de Maurice Block.
Il devient professeur d'économie politique à l'École nationale des ponts et chaussées en 1881.
Son nom est cité par Maximilien Rubel dans sa traduction du livre I section I du Capital : «Tous les rapports entre Robinson et les choses qui forment la richesse qu'il s'est créée lui-même sont tellement simples et transparents que M. Baudrillart pourrait les comprendre sans une trop grande tension d'esprit. Et cependant toutes les déterminations essentielles de la valeur y sont contenues ». Dans la version originelle, il substitue le nom de Max Wirth.

## Vie privée
Il meurt en 1892 et est inhumé au cimetière du Père-Lachaise (10e division),.
Il est le père du cardinal Alfred Baudrillart, membre de l'Académie française.

## Distinctions
- Chevalier de la Légion d'honneur le 12 août 1860.
- Officier de la Légion d'honneur le 29 octobre 1889.

## Principales publications
- Discours sur Voltaire, mentionné par l'Académie française au concours de 1844 (1844)
- J. Bodin et son temps. Tableau des théories politiques et des idées économiques au XVIe siècle (1853)
- Manuel d'économie politique (1857). Réédition : Elibron Classics, Adamant Media Corporation, 2001.
- Études de philosophie morale et d'économie politique (2 volumes, 1858)
- Des Rapports de la morale et de l'économie politique, cours professé au Collège de France (1860)
- Publicistes modernes (1862) Texte en ligne
- La Liberté du travail, l'association et la démocratie (1865) Texte en ligne
- Éléments d'économie rurale, industrielle, commerciale (1867)
- Économie politique populaire (1869) Texte en ligne
- La Famille et l'éducation en France dans leurs rapports avec l'État de la société (1874)
- Histoire du luxe privé et public, depuis l'antiquité jusqu'à nos jours (4 volumes, 1878-1880)

- Prix Bordin de l’Académie française en 1880
- Lectures choisies d'économie politique (1884)
- Manuel d'éducation morale et d'instruction civique (1885)
- Les Populations agricoles de la France (3 volumes, 1885)
  - Réédition Librairie Guillaumin et Cie, Paris, 1893 [lire en ligne]
  - Réédition : Mégariotis, Genève, 1978. Texte en ligne 1 2

1. Normandie et Bretagne, passé et présent. 2. Maine, Anjou, Touraine, Poitou, Flandre, Artois, Picardie, Ile-de-France passé et présent. 3. Les populations du midi, passé et présent
- Gentilshommes ruraux de la France. Publié par M. André Baudrillart et précédé d'une notice biographique par M. Charles Benoist (1894)